# Kik Messenger
Kik Messengerとは携帯機器に対応した無料のインスタントメッセンジャーである。iOS、Android、Windows Phone、BlackBerry、Symbianで動作しており、BlackBerryのMessengerやiPhoneのiMessageと同種である。メッセージのやり取りはスマートフォンのデータプランかWi-Fiを使用し、携帯電話キャリアが設定しているテキストメッセージ料金をかけたくない人向けである。高速なメッセージサービスや写真、絵、ボイスメッセージなどの共有機能を提供する。電話番号ではないユーザー名を設定することによりテキストメッセージの他形式よりプライバシーの保護が強化されている。

## 歴史
2009年、スマートフォンがコンピューティングとコミュニケーションの未来と信じ、活用するための新たな技術を開発したいウォータールー大学の学生集団によってKik Interactiveは設立された。Kik MessengerはKikが初めて開発したアプリケーションである。ベータ版は2010年4月に公開され、正式版は同年10月19日に公開されたが、Twitterで新たな人気アプリケーションとして紹介されたことから公開後15日間のみで登録ユーザーが100万人に達することになった。
2010年11月24日、リサーチ・イン・モーションはBlackBerry App WorldからKik Messengerを削除した上、機能制限を課した。
2011年3月7日、KikはRREベンチャーズ、スパーク・キャピタル、ユニオン・スクウェア・ベンチャーズ(USV)のベンチャーキャピタル企業3社からのシリーズA投資で800万ドルを調達したこととUSVのフレッド・ウィルソンやRREベンチャーズのアダム・ラドウィンが取締役に就任したことを発表した。
2012年初期にはKikユーザーが大幅に増加し、1日あたり45万人がアプリケーションをダウンロードする計算になった。同年4月にはユーザーが1000万人に達し、7月にはアメリカ合衆国においてiTunesで最も多くダウンロードされるソーシャルアプリケーションとなった。同年11月29日時点で登録ユーザーは3000万人に達している。

## Kikカード
バージョン6.0ではHTML5アプリケーションでの機能拡張としてカード機能がある。カード機能が現在利用可能なのにはYouTube、スケッチ、画像検索が含まれる。

## 機能
- 異なるOS間でのメッセージの自由なやり取り
- 個人かグループ間チャット
- ピクチャーメール
- メッセージの送信、配信、読み取り時にユーザーが参照できる
- メッセージング料金無し
- オフラインメッセージ
- プッシュ通知
- 通知オプションのカスタマイズ
- 広告無し[2]
- スケッチコンテンツメッセージ[11]
- Youtube動画メッセージ[10]
- 画像検索コンテンツメッセージ[10]
- 外部API[12]
- 友だちとのグループ会話